# Плезант-В'ю (Пенсільванія)
Плезант-В'ю (англ. Pleasant View) — переписна місцевість (CDP) в США, в окрузі Армстронг штату Пенсільванія. Населення — 677 осіб (2020).

## Географія
Плезант-В'ю розташований за координатами 40°36′52″ пн. ш. 79°34′11″ зх. д. / 40.61444° пн. ш. 79.56972° зх. д. (40.614424, -79.569835).  За даними Бюро перепису населення США в 2010 році переписна місцевість мала площу 2,68 км², з яких 2,53 км² — суходіл та 0,14 км² — водойми.

## Демографія
Згідно з переписом 2010 року, у переписній місцевості мешкало 780 осіб у 353 домогосподарствах у складі 222 родин. Густота населення становила 291 особа/км².  Було 380 помешкань (142/км²).
Расовий склад населення:
| - 98,6 % — білих - 0,5 % — чорних або афроамериканців - 0,3 % — азіатів |

До двох чи більше рас належало 0,6 %. Частка іспаномовних становила 0,3 % від усіх жителів.
За віковим діапазоном населення розподілялося таким чином: 18,3 % — особи молодші 18 років, 60,9 % — особи у віці 18—64 років, 20,8 % — особи у віці 65 років та старші. Медіана віку мешканця становила 47,2 року. На 100 осіб жіночої статі у переписній місцевості припадало 92,6 чоловіків;  на 100 жінок у віці від 18 років та старших — 90,7 чоловіків також старших 18 років.
Середній дохід на одне домашнє господарство  становив 55 119 доларів США (медіана — 48 750), а середній дохід на одну сім'ю — 60 927 доларів (медіана — 52 895). Медіана доходів становила 51 304 долари для чоловіків та 33 472 долари для жінок. За межею бідності перебувало 6,6 % осіб, у тому числі 3,7 % дітей у віці до 18 років та 4,4 % осіб у віці 65 років та старших.
Цивільне працевлаштоване населення становило 518 осіб. Основні галузі зайнятості: роздрібна торгівля — 23,2 %, виробництво — 22,8 %, освіта, охорона здоров'я та соціальна допомога — 19,3 %.